# Суходольский сельский совет (Глуховский район)
Суходольский сельский совет (укр. Суходільська сільська рада) — входит в состав
Глуховского района
Сумской области
Украины.
Административный центр сельского совета находится в 
с. Суходол
.

## Населённые пункты совета
- с. Суходол
- с. Коренек
- с. Тополя
- с. Червоный Пахарь